# Falta (fútbol)

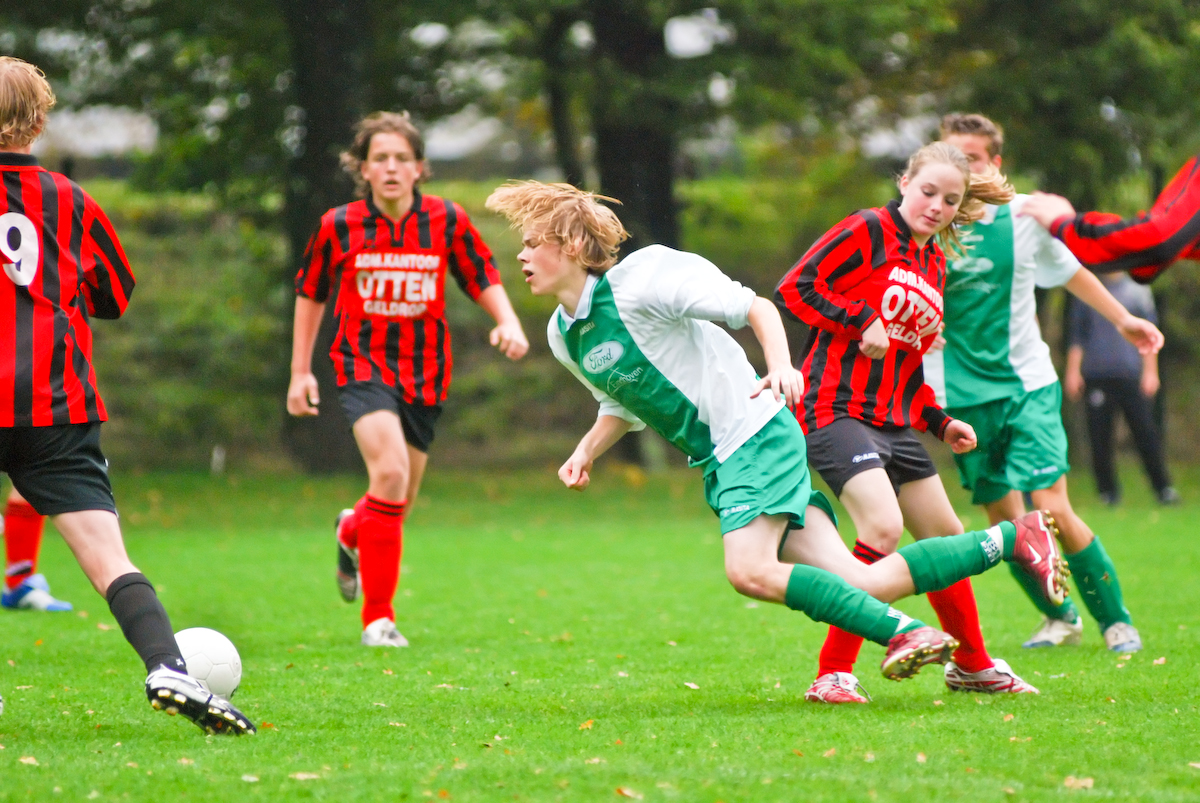
Ejemplo de falta. La jugadora de rojo y negro zancadillea a un adversario. Dicha infracción se sanciona con un saque directo de falta.

Una falta, en fútbol, se produce cuando un jugador comete una infracción de las reglas del juego de manera imprudente, con uso de excesiva fuerza. La infracción puede consistir en dar una patada, poner la zancadilla, hacer una carga contra un adversario, darle un empujón, sujetarlo o saltar sobre él.
El saque de falta es un golpe realizado con el balón parado. Viene efectuado después de que el árbitro ha señalado una infracción en cualquier posición dentro del terreno de juego, también en las áreas (penalti).
Las faltas corresponden a la regla 12 de reglamento del fútbol y el juego se reanuda siempre con un "tiro libre". Si el tiro libre es directo, el lanzador puede marcar un gol directamente en la portería adversaria. La barrera defensiva y todos los futbolistas adversarios deben estar al menos a 9,15 metros del balón. Pero si el jugador defensor comete falta dentro del área penal, se debe reanudar con un "tiro penal".
En el tiro libre indirecto, a diferencia del directo, el balón antes de entrar en portería debe ser tocado por otro futbolista y debe moverse. En caso contrario el gol no es válido y el juego se reanuda con saque de meta para el otro equipo.
Según la magnitud de la falta, el árbitro amonestará al jugador infractor con una tarjeta amarilla o roja, y si el jugador acumula dos tarjetas amarillas el árbitro lo amonestará con una tarjeta roja lo cual lleva a su expulsión del partido.